# Alfred Fischer (Richter)
Alfred Fischer (* 14. Dezember 1919; † 17. Juni 2004) war ein deutscher Jurist. Er war von 1966 bis 1987 Richter am Bundesverwaltungsgericht. 

## Leben

### Ausbildung
Alfred Fischer wurde direkt nach Ablegen des Abiturs in den Arbeits- und anschließend in den Wehrdienst eingezogen. So nahm er vom ersten bis zum letzten des Tag am Zweiten Weltkrieg teil und wurde dabei mehrfach verwundet. Im August 1945 wurde er schließlich aus britischer Kriegsgefangenschaft entlassen. Danach studierte er Rechtswissenschaften und legte das Assessorexamen im Jahr 1951 ab. 

### Richterlicher Dienst
Nach einer kurzzeitigen Tätigkeit in der ordentlichen Gerichtsbarkeit trat Fischer 1952 in die Verwaltungsgerichtsbarkeit des Landes Rheinland-Pfalz ein. So wurde er bereits 1954 zum Oberverwaltungsgerichtsrat ernannt.
Anschließend war er von Oktober 1966 bis 1987 Richter am Bundesverwaltungsgericht. Er gehörte zunächst dem 7. und später dem 6. Revisionssenat an. Im Jahr 1983 wurde er zum Vorsitzenden Richter am Bundesverwaltungsgericht ernannt und leitete als Vorsitzender seitdem den 2. Revisionssenat, welcher sich insbesondere mit dem Recht des öffentlichen Dienstes (Beamten- und Personalvertretungsrecht) beschäftigt.
Er war Kommentator zum Personalvertretungsrecht. Anfang der 1990er Jahre war er als Vertrauensbevollmächtigter der Bundesregierung bei der Treuhandanstalt tätig.